# Paulette Lenert
Paulette Lenert (ur. 31 maja 1968 w Luksemburgu) – luksemburska polityk, prawniczka i urzędniczka państwowa, w latach 2018–2023 minister, od 2022 do 2023 również wicepremier.

## Życiorys
Ukończyła szkołę średnią Athénée de Luxembourg, a w 1991 studia prawnicze z zakresu prawa prywatnego i korporacyjnego na Université d’Aix-Marseille III. W 1992 uzyskała magisterium z prawa europejskiego na Uniwersytecie Londyńskim. Praktykowała jako adwokat, w 1994 została urzędniczką w resorcie sprawiedliwości. W latach 1997–2010 orzekała w sądzie administracyjnym, pełniła funkcję jego wiceprezesa. Od 2010 zajmowała stanowiska doradcze w administracji rządowej.
W grudniu 2018 w nowym rządzie Xaviera Bettela objęła stanowiska ministra współpracy rozwojowej i pomocy humanitarnej oraz ministra do spraw ochrony konsumentów. Na funkcje te rekomendowała ją Luksemburska Socjalistyczna Partia Robotnicza. W trakcie rekonstrukcji gabinetu z lutego 2020 została powołana na ministra zdrowia oraz ministra delegowanego do spraw ochrony socjalnej, pozostając jednocześnie ministrem do spraw ochrony konsumentów. W styczniu 2022 zastąpiła dodatkowo Dana Kerscha na urzędzie wicepremiera.
W wyborach w 2023 z ramienia swojego ugrupowania uzyskała mandat posłanki do Izby Deputowanych. W listopadzie tego samego roku zakończyła pełnienie funkcji rządowych.